# Női gyorskorcsolya-csapatverseny a 2014. évi téli olimpiai játékokon
A 2014. évi téli olimpiai játékokon a gyorskorcsolya női csapatversenyét február 21-én és 22-én rendezték. Az aranyérmet a holland csapat nyerte. A versenyszámban nem vett részt magyar csapat.

## Rekordok
A versenyt megelőzően a következő rekordok voltak érvényben:
| Világrekord     | Kanada (CAN) | 2:55,79 | Calgary, Kanada     | 2009. december 6. |
| Olimpiai rekord | Kanada (CAN) | 3:01,24 | Torino, Olaszország | 2006. február 15. |

A versenyen új olimpiai rekord született:
| Hollandia (NED) | 2:58,61 | Szocsi, Oroszország | 2014. február 21. |
| Hollandia (NED) | 2:58,43 | Szocsi, Oroszország | 2014. február 22. |
| Hollandia (NED) | 2:58,05 | Szocsi, Oroszország | 2014. február 22. |

## Eseménynaptár
Az időpontok moszkva idő szerint (UTC+4), zárójelben magyar idő szerint (UTC+1) olvashatóak.
| Időpont                    | Forduló      |
| -------------------------- | ------------ |
| február 21., 18:23 (15:23) | Negyeddöntők |
| február 22., 17:30 (14:30) | Elődöntők    |
| február 22., 18:14 (15:14) | Döntők       |

## Eredmények
A versenyen nyolc csapat vett részt. A negyeddöntőben négy futamban két-két csapat versenyzett, a győztesek az elődöntőbe jutottak, a vesztesek az időeredményeik alapján kerültek a C-, és D-döntőkbe. Az elődöntők győztesei jutottak az A-döntőbe, a vesztesek a B-döntőben a bronzéremért versenyezhettek. A futamokon a táv 6 kör, azaz 2400 méter volt.
Az időeredmények másodpercben értendők. A rövidítések jelentése a következő:
- OR: olimpiai rekord

### Ágrajz
|  | Negyeddöntők | Negyeddöntők     | Negyeddöntők |  |  | Elődöntők | Elődöntők     | Elődöntők |               |         | Döntő         | Döntő         | Döntő         |  |
|  |              |                  |              |  |  |           |               |           |               |         |               |               |               |  |
|  | 1            | Hollandia        | 2:58,61      |  |  |           |               |           |               |         |               |               |               |  |
|  | 7            | Egyesült Államok | 3:02,21      |  |  | 1         | Hollandia     | 2:58,43   |               |         |               |               |               |  |
|  | 4            | Japán            | 3:03,99      |  |  | 4         | Japán         | 3:10,19   |               |         |               |               |               |  |
|  | 5            | Dél-Korea        | 3:05,28      |  |  |           |               |           |               |         | 1             | Hollandia     | 2:58,05       |  |
|  | 3            | Kanada           | 3:02,06      |  |  |           |               | 2         | Lengyelország | 3:05,55 |               |               |               |  |
|  | 6            | Oroszország      | 3:01,53      |  |  | 6         | Oroszország   | 3:02,09   |               |         |               |               |               |  |
|  | 2            | Lengyelország    | 3:02,12      |  |  | 2         | Lengyelország | 3:00,60   |               |         |               |               |               |  |
|  | 8            | Norvégia         | 3:05,13      |  |  |           |               |           |               |         | Bronzmérkőzés | Bronzmérkőzés | Bronzmérkőzés |  |
|  |              |                  |              |  |  |           |               |           |               |         |               |               |               |  |
|  |              |                  |              |  |  |           |               |           |               |         | 4             | Japán         | 3:02,57       |  |
|  |              |                  |              |  |  |           |               |           |               |         | 6             | Oroszország   | 2:59,73       |  |

### Negyeddöntők
| Helyezés       | Csapat                                                                                | Idő            | Különbség      | Megjegyzés      |
| 1. negyeddöntő | 1. negyeddöntő                                                                        | 1. negyeddöntő | 1. negyeddöntő | 1. negyeddöntő  |
| -------------- | ------------------------------------------------------------------------------------- | -------------- | -------------- | --------------- |
| 1.             | Oroszország (RUS) · Olga Graf · Jekatyerina Sihova · Julija Szkokova                  | 3:01,53        |                | 1. elődöntő     |
| 2.             | Kanada (CAN) · Kali Christ · Christine Nesbitt · Brittany Schussler                   | 3:02,06        | +0,53          | C döntő         |
| 2. negyeddöntő |                                                                                       |                |                |                 |
| 1.             | Lengyelország (POL) · Katarzyna Bachleda-Curuś · Natalia Czerwonka · Luiza Złotkowska | 3:02,12        |                | 1. elődöntő     |
| 2.             | Norvégia (NOR) · Hege Bøkko · Mari Hemmer · Ida Njåtun                                | 3:05,13        | +3,01          | D döntő         |
| 3. negyeddöntő |                                                                                       |                |                |                 |
| 1.             | Japán (JPN) · Misaki Oshigiri · Maki Tabata · Nana Takagi                             | 3:03,99        |                | 2. elődöntő     |
| 2.             | Dél-Korea (KOR) · Hyun Yung Kim · Noh Seon-yeong · Yang Shin-young                    | 3:05,28        | +1,29          | D döntő         |
| 4. negyeddöntő |                                                                                       |                |                |                 |
| 1.             | Hollandia (NED) · Jorien ter Mors · Lotte van Beek · Ireen Wüst                       | 2:58,61        |                | 2. elődöntő, OR |
| 2.             | Egyesült Államok (USA) · Brittany Bowe · Heather Richardson · Jilleanne Rookard       | 3:02,21        | +3,60          | C döntő         |

### Elődöntők
| Helyezés    | Csapat                                                                                | Idő         | Különbség   | Megjegyzés  |             |
| 1. elődöntő | 1. elődöntő                                                                           | 1. elődöntő | 1. elődöntő | 1. elődöntő | 1. elődöntő |
| ----------- | ------------------------------------------------------------------------------------- | ----------- | ----------- | ----------- | ----------- |
| 1.          | Lengyelország (POL) · Katarzyna Bachleda-Curuś · Natalia Czerwonka · Luiza Złotkowska | 3:00,60     |             | A-döntő     |             |
| 2.          | Oroszország (RUS) · Olga Graf · Jekatyerina Sihova · Julija Szkokova                  | 3:02,09     | +1,49       | B-döntő     |             |
| 2. elődöntő |                                                                                       |             |             |             |             |
| 1.          | Hollandia (NED) · Marrit Leenstra · Jorien ter Mors · Ireen Wüst                      | 2:58,43     |             | A-döntő, OR |             |
| 2.          | Japán (JPN) · Ayaka Kikuchi · Misaki Oshigiri · Nana Takagi                           | 3:10,19     | +11,76      | B-döntő     |             |

### Döntők
| Helyezés | Csapat                                                                                | Idő     | Különbség | Megjegyzés |         |
| A-döntő  | A-döntő                                                                               | A-döntő | A-döntő   | A-döntő    | A-döntő |
| -------- | ------------------------------------------------------------------------------------- | ------- | --------- | ---------- | ------- |
| Arany    | Hollandia (NED) · Marrit Leenstra · Jorien ter Mors · Ireen Wüst                      | 2:58,05 |           | OR         |         |
| Ezüst    | Lengyelország (POL) · Katarzyna Bachleda-Curuś · Katarzyna Woźniak · Luiza Złotkowska | 3:05,55 | +7,50     |            |         |
| B-döntő  |                                                                                       |         |           |            |         |
| Bronz    | Oroszország (RUS) · Olga Graf · Jekatyerina Lobiseva · Julija Szkokova                | 2:59,73 |           |            |         |
| 4.       | Japán (JPN) · Misaki Oshigiri · Maki Tabata · Nana Takagi                             | 3:02,57 | +2,84     |            |         |
| C-döntő  |                                                                                       |         |           |            |         |
| 5.       | Kanada (CAN) · Ivanie Blondin · Kali Christ · Brittany Schussler                      | 3:02,04 |           |            |         |
| 6.       | Egyesült Államok (USA) · Brittany Bowe · Heather Richardson · Jilleanne Rookard       | 3:03,77 | +1,73     |            |         |
| D-döntő  |                                                                                       |         |           |            |         |
| 7.       | Norvégia (NOR) · Hege Bøkko · Camilla Farestveit · Ida Njåtun                         | 3:08,35 |           |            |         |
| 8.       | Dél-Korea (KOR) · Kim Bo-reum · Noh Seon-yeong · Yang Shin-young                      | 3:11,54 | +3,19     |            |         |